# Temoayaotomi

Karta över Temoaya kommun.

Temoayaotomi, även Ñatho är en lokal variant av otomispråk från vad som numera består av kommunen Temoaya. Språket uppskattas idag ha cirka 37 000 talare med varierande kunskaper.